# Ушаково (Орловская область)
Ушаково — село в Колпнянском районе Орловской области. Административный центр Ушаковского сельского поселения. Население — 279 чел. (2010).

## География
Ушаково находится на Среднерусской возвышенности, в юго-восточной части области, в северо-восточной части поселения у р. Фошня.
Населенный пункт  имеет четко выраженный общественный центр, который выполняет функции общепоселенческого центра притяжения.
Климат
Климат умеренно континентальный; средняя температура января −8,5 °C, средняя температура июля +18,5 °C. Среднегодовая температура воздуха составляет +4,6 °C.  В январе 2010 года в Ушаково самая минимальная температура воздуха достигала -37 °C. Годовое количество осадков 500—550 мм, в среднем 515 мм. Количество поступающей солнечной радиации составляет 91-92 ккал/см². По агроклиматическому районированию село Ушаково, также как и весь район, относится к южному с коэффициентом увлажнения 1,2-1,3. Преобладают юго-западные ветры.
Часовой пояс
село Ушаково, как и вся Орловская область, находится в часовой зоне МСК (московское время). Смещение применяемого времени относительно UTC составляет +3:00.

## Население
| 2002 | 2010 |
| ---- | ---- |
| 413  | ↘279 |

Национальный состав
Согласно результатам переписи 2002 года, в национальной структуре населения русские составляли 97 % от общей численности населения в 413 жителей

## Инфраструктура
Объекты социального и культурно-бытового обслуживания населения, коммунальные и складские объекты, среди них: Ушаковский сельский дом культуры, сельская библиотека, администрация Ушаковского сельского поселения.
Структура жилой застройки имеет характер крупных и нечетких групп кварталов неправильной формы. Застройка улиц преимущественно двухсторонняя.

## Достопримечательности
Памятники истории
Братская могила советских воинов, находится возле школы. Датировка — 1942—1943 гг. Решение облисп. № 33 от 27.01.1987, регистр. номер 5710788000.

## Транспорт
автомобильная дорога регионального значения «Ушаково — Маркино» (идентификационный
номер 54 ОП РЗ 54К-114) (Постановление Правительства Орловской области от 19.11.2015 N 501 (ред. от 20.12.2017) «Об утверждении Перечня автомобильных дорог общего пользования регионального и межмуниципального значения Орловской области»).